# Afshin Ellian

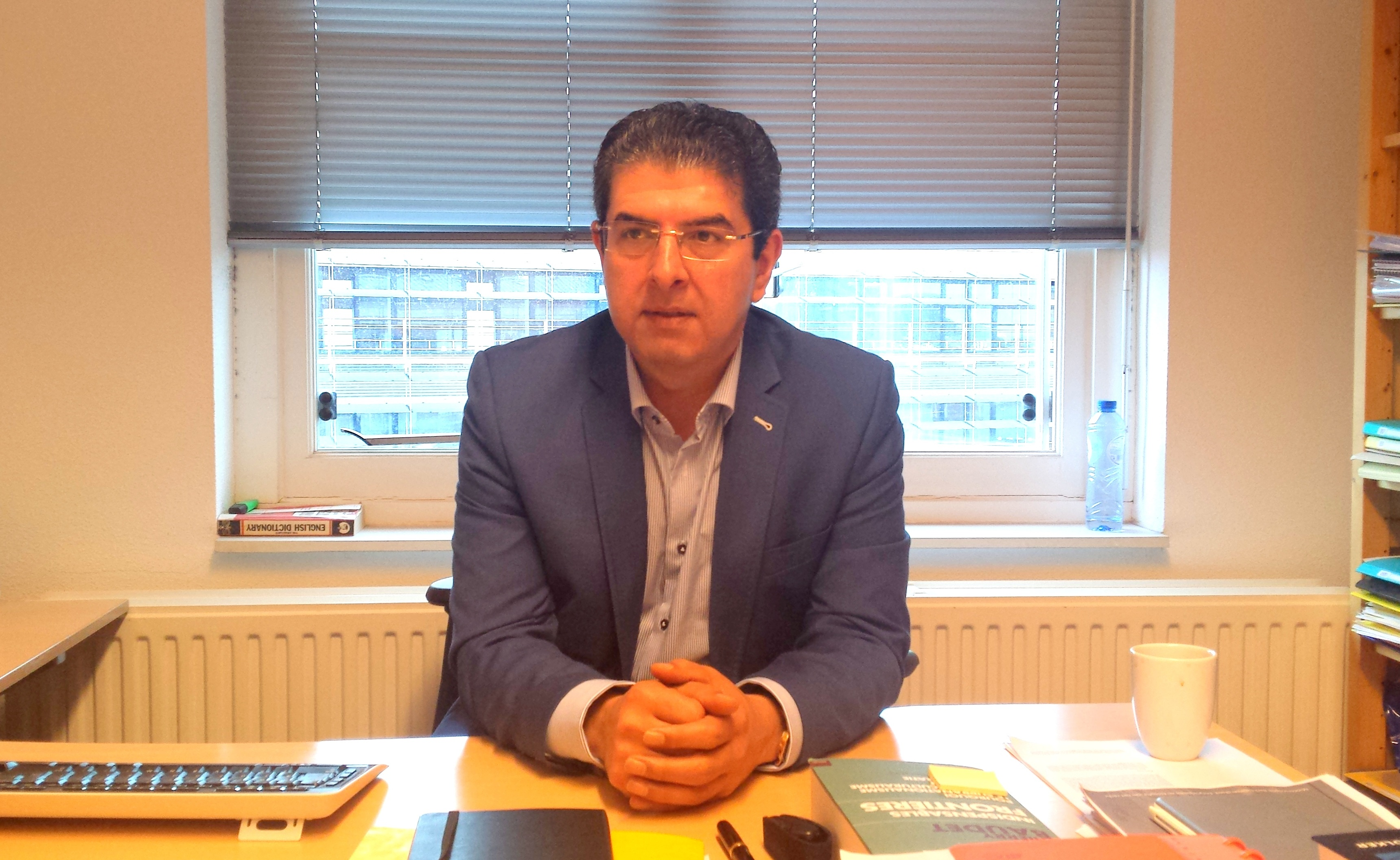
Afshin Ellian (2015)

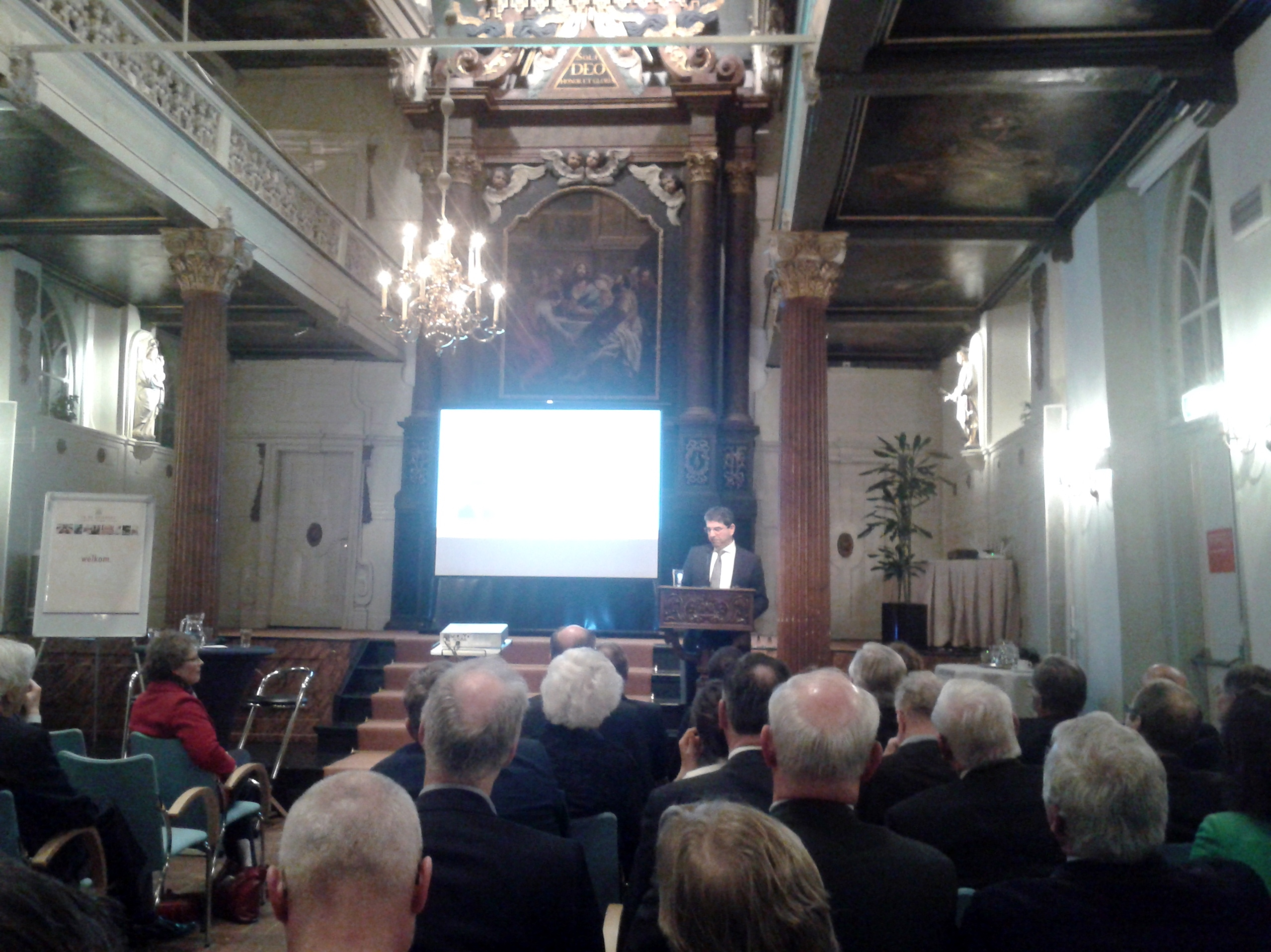
Ellian spricht bei einer Diskussion über die Trennung von Kirche und Staat (2015)

Afshin Ellian (* 27. Februar 1966 in Teheran) ist ein niederländischer Rechtswissenschaftler, Rechtsphilosoph, Dichter und Essayist. Seit 2005 ist er Professor an der Universität Leiden. Er ist Atheist und gilt als einflussreicher Kritiker des Islams.
Im Jahr 1989 kam er als politischer Flüchtling aus dem Iran in die Niederlande.
Ellian setzte sich 2007 für den niederländischen Islamkritiker Ehsan Jami ein, der nach der Gründung des niederländischen Ablegers des Zentralrats der Ex-Muslime mehrfach Opfer islamistischer Gewalt wurde. Erst auf Drängen Ellians wurde Ehsan Jami besonderer Personenschutz gewährt. Ellian setzt sich für die Beseitigung des Salafismus ein.
Anlässlich der Massendemonstrationen nach den Iranischen Präsidentschaftswahlen 2009 appellierte Ellian in einem offenen Brief an Ajatollah Chamenei, nach dem Vorbild Südafrikas und seiner Wahrheitskommissionen die Gewaltherrschaft im Iran friedlich zu beenden.